# Ghiacciaio Wales
Il ghiacciaio Wales è un piccolo ghiacciaio alpino situato nella zona orientale dei colli Kukri, nella regione centro-occidentale della Dipendenza di Ross, in Antartide. Il ghiacciaio, il cui punto più alto si trova a circa 800 m s.l.m., si trova poco a ovest del monte Barnes, sulla costa di Scott, dove fluisce verso nord, in direzione della valle di Taylor, formando una sella con il ghiacciaio Double Curtain e scorrendo lungo parte del versante occidentale del suddetto monte.

## Storia
Il ghiacciaio Wales è stato così battezzato dai membri della spedizione Terra Nova, condotta dal 1910 al 1913 e comandata dal capitano Robert Falcon Scott, in omaggio al Galles.